# Gardiens des lois
Le conseil des Gardiens des lois (en polonais : Straż Praw, littéralement « la Garde des lois ») est un organisme gouvernemental de la république des Deux Nations, créé par la Constitution du 3 mai 1791, qui a cessé d'être appliquée en juillet 1792 au terme de la guerre russo-polonaise de 1792, après le ralliement du roi Stanislas II Auguste au parti pro-russe de la confédération de Targowica. 
Ce conseil est un successeur du Conseil royal qui fonctionnait depuis la promulgation des Articles henriciens (1573) et, plus récemment, du Conseil permanent, créé en 1775 et aboli par la Grande Diète en 1789.

## Le conseil des Gardiens des lois

### Le texte de la constitution de 1791
Le conseil des Gardiens (ou « Garde ») est évoqué notamment dans le court titre V (« Le gouvernement, ou l'organisation des pouvoirs publics »), qui indique que « le pouvoir exécutif suprême (est) entre les mains du roi et de la Garde » (władza najwyższa wykonawcza w królu i Straży).
Le titre VII (« Le roi, le pouvoir exécutif ») énonce (paragraphe 7) : Straż, czyli rada królewska, do dozoru, całości i egzekucyi praw królowi dodana, składać się będzie (« La Garde, ou conseil royal adjoint au roi, pour la conservation, l'intégrité et l'exécution des lois, se composera de... »). 
Le mot Straż apparaît très souvent seul dans le reste de la constitution, et on trouve deux fois la formule Straż Praw.

### Composition du conseil
Le conseil, présidé par le roi, comprend aussi :
- le primat de Pologne, également président de la commission de l'Éducation nationale ;
- les cinq ministres, nommés par le roi : le chancelier (garde des sceaux des Affaires intérieures[3]), le second chancelier (garde des sceaux des Affaires extérieures), le grand maréchal (ministre de la Police), l'hetman (ministre de la Guerre) et le trésorier (ministre des Finances).
- le prince héritier (la constitution de 1791 établit l'hérédité de la fonction royale, précédemment élective) ;
- le maréchal de la Diète (son président) ;
- deux secrétaires, sans droit de vote.

### Fonctionnement du pouvoir exécutif
Les actes du roi doivent être contresignés par le ministre compétent. 
Les ministres sont responsables politiquement devant la Diète, qui peut les renverser par une motion de censure (celle-ci doit être votée par les deux tiers des membres des deux chambres). 
Les ministres peuvent être jugés par le tribunal de la diète, qui peut exiger par un vote à la majorité simple, la destitution d'un ministre.
Les actes du ministre des Affaires étrangères sont provisoires et doivent être approuvés par la diète. 
Le conseil n'a pas le droit de créer une loi, ni d'interpréter les lois existantes.

## Sources
- (en) Cet article est partiellement ou en totalité issu de l’article de Wikipédia en anglais intitulé « Guardians of the Laws » (voir la liste des auteurs).